# ميتو-كو
ميتو-كو (باليابانية: 名東区) هو حي في اليابان، يقع في ناغويا، بلغ عدد سكانه 166,131 نسمة وذلك حسب إحصائيات سنة 2017، تبلغ مساحته 19.44 كيلومتر مربع.